# Анне Аалонен
Анне Аалонен (фін. Anne Aallonen; нар. 15 липня 1967) — колишня фінська тенісистка.
Найвищу одиночну позицію світового рейтингу — 179 місце досягла 23 жовтня 1989, парну — 116 місце — 20 серпня 1990 року.
Здобула 9 парних титулів туру ITF.
Завершила кар'єру 1999 року.

## Фінали ITF

### Одиночний розряд (0–1)
| турніри $100,000 |
| турніри $75,000  |
| турніри $50,000  |
| турніри $25,000  |
| турніри $10,000  |

| Результат | Ранг | Дата          | Турнір               | Покриття | Суперниця у фіналі | Рахунок       |
| Поразка   | 1.   | 23 січня 1989 | Гельсінкі, Фінляндія | Тверде   | Петра Торен        | 3–6, 6–2, 4–6 |

### Парний розряд Фінали: 17 (9-8)
| Результат | NO  | Дата              | Турнір                            | Покриття  | Партнерка          | Суперниці у фіналі                    | Рахунок       |
| Перемога  | 1.  | 18 вересня 1986   | Мурсія, Іспанія                   | Ґрунт     | Патрісія Гай-Буле  | Лусіла Бесерра Малука Льямас          | 7–6, 6–3      |
| Поразка   | 2.  | 14 вересня 1987   | Софія, Болгарія                   | Ґрунт     | Евелін Ларвіґ      | Міхаела Фріммерова Петра Лангрова     | 2–6, 2–6      |
| Перемога  | 3.  | 7 березня 1988    | Хайфа, Ізраїль                    | Тверде    | Лена Сандін        | Ілана Бергер Яел Сегал                | 6–1, 7–5      |
| Перемога  | 4.  | 14 березня 1988   | Ашкелон, Ізраїль                  | Тверде    | Лена Сандін        | Леслі О'Галлоран Гейді Розенбаум      | 6–4, 6–2      |
| Перемога  | 5.  | 21 березня 1988   | Рамат-га-Шарон, Ізраїль           | Тверде    | Лена Сандін        | Ева Лена Ольссон Дьяне Самунгі        | 7–5, 6–3      |
| Поразка   | 6.  | 19 червня 1988    | Салерно, Італія                   | Ґрунт     | Яюк Басукі         | Євгенія Манюкова Вікторія Мильвидська | 6–1, 5–7, 4–6 |
| Поразка   | 7.  | 5 вересня 1988    | Альяна, Італія                    | Ґрунт     | Нанне Дальман      | Марція Гроссі Барбара Романо          | 6–4, 6–7, 4–6 |
| Перемога  | 8.  | 17 жовтня 1988    | Азорські острови, Португалія      | Тверде    | Гелена Дальстрем   | Керолайн Біллінгем Александра Ніпел   | 6–3, 6–3      |
| Поразка   | 9.  | 15 травня 1989    | Яффа, Ізраїль                     | Тверде    | Лусіана Телла      | Ілана Бергер Марія Хосе Льорка        | 3–6, 2–6      |
| Перемога  | 10. | 28 серпня 1989    | Арцакена, Італія                  | Тверде    | Нанне Дальман      | Роса Б'єльса Ханет Соуто              | 6–1, 6–1      |
| Перемога  | 11. | 11 вересня 1989   | Телфорд (Англія), Велика Британія | Тверде    | Сімоне Шилдер      | Лінда Барнард Ліз Грегорі             | 6–3, 7–6      |
| Перемога  | 12. | 12 квітня 1989    | Сан-Паулу, Бразилія               | Ґрунт     | Сімоне Шилдер      | Лусіана Телла Андреа Віейра           | 7–5, 6–4      |
| Поразка   | 13. | 12 листопада 1990 | Свіндон, Велика Британія          | Килим     | Євгенія Манюкова   | Марія Ліндстрем Гезер Ладлофф         | 6–4, 4–6, 6–7 |
| Перемога  | 14. | 8 квітня 1991     | Лімож, Франція                    | Килим     | Євгенія Манюкова   | Роса Б'єльса Ханет Соуто              | 6–3, 1–6, 7–5 |
| Поразка   | 15. | 22 квітня 1991    | Рамат-га-Шарон, Ізраїль           | Тверде    | Сімоне Шилдер      | Джулі Салмон Ілана Бергер             | 4–6, 4–6      |
| Поразка   | 16. | 5 серпня 1991     | Віго, Іспанія                     | Ґрунт     | Белінда Борнео     | Ева Бес Вірхінія Руано Паскуаль       | 6–7(6–8), 5–7 |
| Поразка   | 17. | 13 січня 1992     | Гельсінкі, Фінляндія              | Килим (i) | Мар'я-Лійса Куурне | Оса Свенссон Маріелле Валлін          | 6–0, 5–7, 2–6 |